# Yehoram Gaon
Yehoram Gaon (ebraico יהורם גאון; Gerusalemme, 28 dicembre 1939) è un cantante, attore e attivista israeliano.
In passato è stato anche un presentatore televisivo e un conduttore radiofonico, e ha scritto alcuni libri sulla cultura israeliana.
Figlio di ebrei sefarditi, è diventato un'ispirazione di "solidarietà e orgoglio" per la comunità sefardita.

## Biografia
Gaon è nato a Gerusalemme nel 1939. Suo padre, Moshe-David Gaon, un noto storico, era nato a Sarajevo nel 1889, ed era emigrato nella Palestina sotto Mandato Britannico. Sua madre, Sara Hakim, era un'ebrea turca. Durante il servizio militare, ha fatto parte di un gruppo di intrattenimento, dove cominciò a imparare arti performative come la recitazione e il canto.

## Carriera

### Cantante
Dopo il servizio militare, Gaon ha preso parte al "Yarkon Bridge Trio" (in ebraico שלישיית גשר הירקון‎?),, esibendosi con quelle che sarebbero diventate star della musica israeliana:   Arik Einstein e Benny Amdursky.
Nel 1960 ha fatto parte del gruppo "HaTarnegolim" ("I polli"), fondato da Naomi Polani.
Nel 1994 ha cantato alla cerimonia di premiazione dei Premi Nobel di Ytzhak Rabin, Yasser Arafat e Shimon Peres. Nel 2009, Gaon ha registrato la canzone "Shir Ha’avoda Vehamlacha" per l'organizzazione Pioneers For A Cure, per sostenere la Israel Cancer Association (ICA).

### Cinema e teatro
Gaon ha recitato in molte pièce teatrali dell'autore nazionale Nathan Alterman. Nei primi anni '60 ha lasciato Israele e ha studiato recitazione a New York, sotto la guida di Uta Hagen.
Tornato in Israele, ha recitato in diversi classici del cinema israeliano, tra cui Kazablan e La notte dei falchi, dove interpretava Yonatan Netanyahu.

### Televisione e radio
Ha recitato in molte serie televisive, tra cui la sitcom Krovim Krovim (1983). Ha condotto un suo show televisivo, Shishi BeGaon ("Venerdi' con Gaon") sul canale Channel 1. Dal 1997 ha condotto uno show radiofonico chiamato "Gaon on the radio" (גאון ברדיו), dove raccontava gli eventi più importanti avvenuti durante la settimana, esprimendo le sue opinioni personali.

### Autore

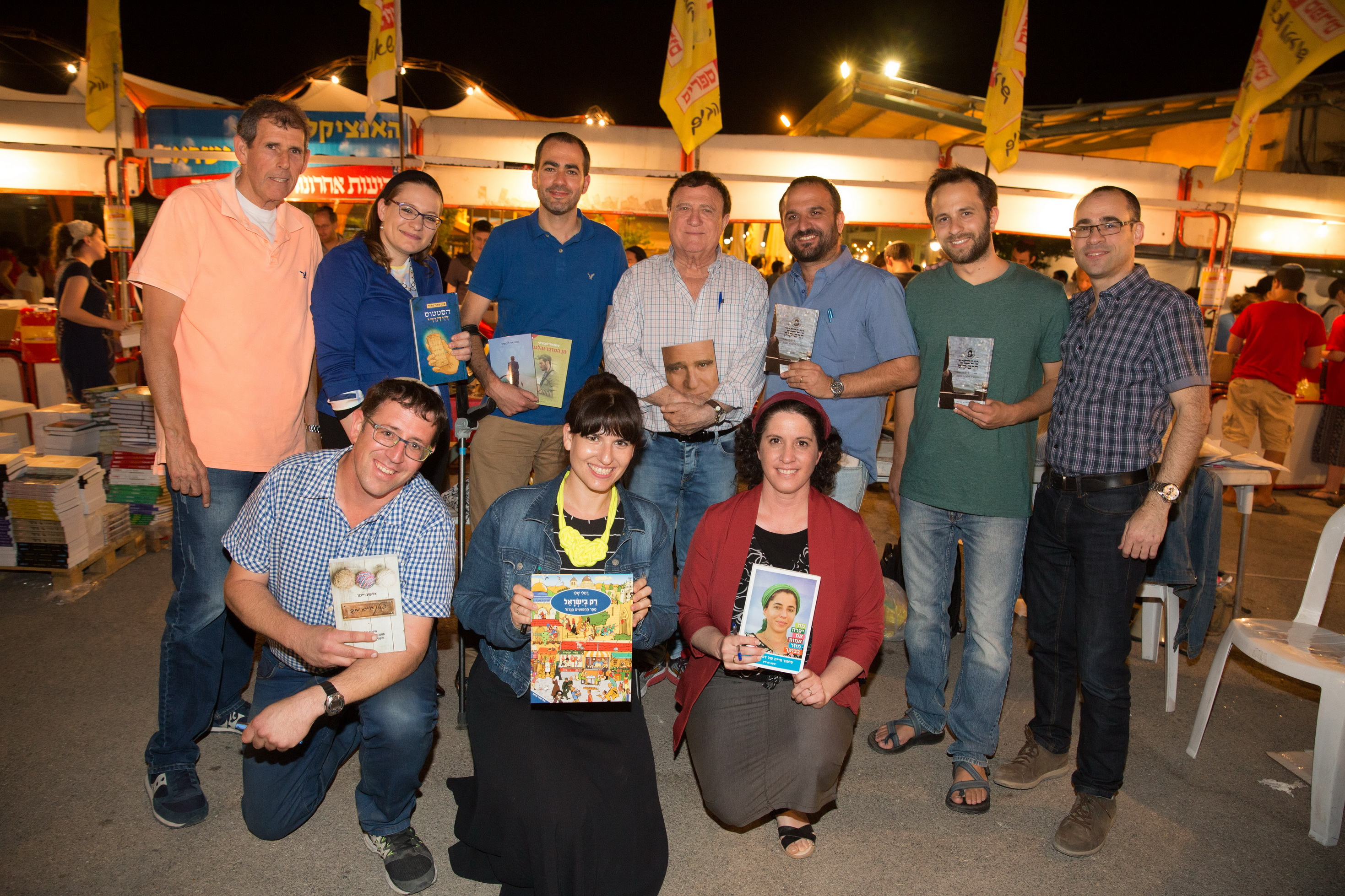
Gaon con gli autori di Yedioth Books, Fiera della settimana ebraica del libro presso il complesso della stazione ferroviaria di Gerusalemme, 2017
Ultima fila: Dov Eichenwald, Sivan Rahav-Meir, Il dott. Asael Lubotzky, Yehoram Gaon

"Lungo la strada" è un libro scritto da Gaon con poesie, foto e storie di famiglia. Ha anche pubblicato "Spezie dalla Spagna", una collezione di frasi in ladino con traduzioni in ebraico. Ha inoltre curato una seconda edizione del libro di suo padre "Ebrei orientali in Israele", che raccoglie informazioni su 3000 rabbini e accademici sefarditi venuti in Israele da Spagna, Francia, Italia, dai Balcani, dal Medio Oriente e dal Nord Africa.

### Attivista e filantropo
Gaon è il presidente dell'associazione Arkadash che aiuta gli immigrati turchi in Israele, e ha finanziato molti studi della lingua ladina e delle varie culture della diaspora ebraica, come il Moshe David Gaon Center for Ladino Studies all'Università Ben Gurion del Negev, fondato in memoria del padre.
Ha preso parte a molte campagne, tra cui alcune per sostenere le vittime di guerra e i bambini autistici. È un pacifista che ha parlato di molti problemi politici e sociali, affermando che non si possono fermare gli insediamenti ma anche che "Non approvo che vogliano far arrabbiare il mondo intero. Non siamo soli su questo pianeta, e dipendiamo anche da altri paesi".

## Vita privata
Gaon ha avuto due figli dal matrimonio con Orna Goldfarb: Moshe-David e Hila. Ha tre fratelli: Yigal, Kalila Armon e il defunto imprenditore Benjamin "Benny" Gaon.

## Premi
Nel 2004 ha vinto il Premio Israele.